# 21425 Cordwell
21425 Cordwell este un asteroid din centura principală de asteroizi.

## Descriere
21425 Cordwell este un asteroid din centura principală de asteroizi. A fost descoperit pe 24 martie 1998 la Socorro, New Mexico, în cadrul proiectului LINEAR. Asteroidul prezintă o orbită caracterizată de o semiaxă mare de 2,30 ua, o excentricitate de 0,13 și o înclinație de 4,5° în raport cu ecliptica.